# Xenostega latiscripta
Xenostega latiscripta là một loài bướm đêm trong họ Geometridae.